# Big Spring (Misuri)
Big Spring es un lugar designado por el censo ubicado en el condado de Montgomery en el estado estadounidense de Misuri. En el Censo de 2010 tenía una población de 167 habitantes y una densidad poblacional de 19,06 personas por km².

## Geografía
Big Spring se encuentra ubicado en las coordenadas 38°47′42″N 91°28′59″O / 38.79500, -91.48306. Según la Oficina del Censo de los Estados Unidos, Big Spring tiene una superficie total de 8.76 km², de la cual 8.7 km² corresponden a tierra firme y (0.74%) 0.06 km² es agua.

## Demografía
Según el censo de 2010, había 167 personas residiendo en Big Spring. La densidad de población era de 19,06 hab./km². De los 167 habitantes, Big Spring estaba compuesto por el 94.61% blancos, el 0% eran afroamericanos, el 0% eran amerindios, el 2.99% eran asiáticos, el 0% eran isleños del Pacífico, el 0% eran de otras razas y el 2.4% pertenecían a dos o más razas. Del total de la población el 0% eran hispanos o latinos de cualquier raza.